# Ligne 6 du métro de Bruxelles
Pour les articles homonymes, voir Ligne 6.
La ligne 6 du métro de Bruxelles est une ligne en forme de 6 dont le tracé suit pour sa majeure partie la Petite Ceinture entourant le centre de la ville. Son point de départ se fait à la station Roi Baudouin et son autre terminus se fait à la station Simonis, à deux niveaux différents. Dans un souci de clarté, le niveau supérieur est dénommé Simonis et le niveau inférieur Elisabeth. Elle emprunte le trajet de l’ancienne ligne 1A et suit le bouclage de la ligne 2.

## Histoire
Avant la réorganisation de 2009, l’arrêt en station à Beekkant de la ligne 1A (Herrmann-Debroux - Roi Baudouin) prenait beaucoup de temps car le conducteur devait marcher d’un poste de conduite à l’autre pour pouvoir repartir dans le bons sens. La réorganisation de 2009 a mis fin à cette situation : la ligne 6 venant de roi Baudouin vers Gare de l’Ouest continue tout droit sans devoir changer de sens et de poste, et inversement. Ainsi, le temps d’arrêt est fortement réduit.
La ligne 6 offre une liaison directe entre la Gare du Midi, gare la plus importante du pays, et le plateau du Heysel, à Laeken, dans le Nord de Bruxelles.

## Histoire de la ligne 2
La ligne de prémétro en dessous de la petite ceinture fut inaugurée en 1970 entre les stations Madou et Porte de Namur. En 1974, la ligne a été prolongée vers la place Rogier et en 1985, la ligne partant de la Porte de Namur se prolongea jusqu’à la Place Louise, premier nom de la station. En 1987, en dessous de la Place Simonis à Koekelberg, un petit tunnel et une station ont été construits. L’exploitation en métro lourd, sous le numéro 2, et l’extension vers la Gare du Midi au sud et vers Simonis au nord ont été inaugurés le 2 octobre 1988. L’allongement de la ligne vers Clemenceau/Jorez a été inauguré le 18 juin 1993 et le 4 septembre 2006 la ligne a atteint la station Delacroix.

### Réorganisation de l'année 2009
Lors de la réorganisation du réseau de métro le 4 avril 2009, la ligne a été prolongée de Delacroix à Simonis via la Gare de l’Ouest, Beekkant et Osseghem, le tout formant une boucle ayant pour départ et terminus la station Simonis (à des niveaux différents nommés Leopold II et Elisabeth). Elle inaugure 2 nouvelles stations Gare de l’Ouest, une au niveau -2 pour destination vers Gare du Midi et l’autre au niveau -3 pour destination de Simonis (Leopold II) et elle modernise aussi le niveau -1 de la station Gare de l’Ouest (desservie par les lignes 1 et 5) et agrandi le hall de la station, l’ouverture d’un point de vente, des magasins… Cet itinéraire est exploité en parallèle par la nouvelle ligne 6.

### Station fantôme
La station de métro Sainctelette non exploitée est située à proximité de la place du même nom en dessous du Canal Charleroi-Bruxelles. Le gros-œuvre de celle-ci a été construit mais elle n’a jamais été utilisée à cause de la forte proximité des stations Yser et Ribaucourt.

### Changement de nom des stations
Quelques-unes des stations de la ligne 2 ont changé de nom, surtout avant leur inauguration, les noms usités étant des noms provisoires utilisés pour repérer leur position géographique ou des noms en une seule langue.
Noms changés après l’inauguration :
- La station Place Louise (ouverte en 1985) est devenue Louise en 1988 lors de la conversion de la ligne en métro lourd ;
- La station Arts (ouverte en 1969) est devenue Arts-Loi ;
- La station Luxembourg (ouverte en 1970) est devenue Trône en 1993.
- Les deux niveaux de la station Simonis furent rebaptisés en novembre 2013 :
  - Simonis (anciennement Simonis (Léopold II)) pour le niveau supérieur ;
  - Elisabeth (anciennement Simonis (Elisabeth)) pour le niveau inférieur[1].

Noms changés avant l’inauguration :
- La station Jorez est devenue Clemenceau ;
- La station Birmingham est devenue Delacroix.

## Tracé et stations

### Stations

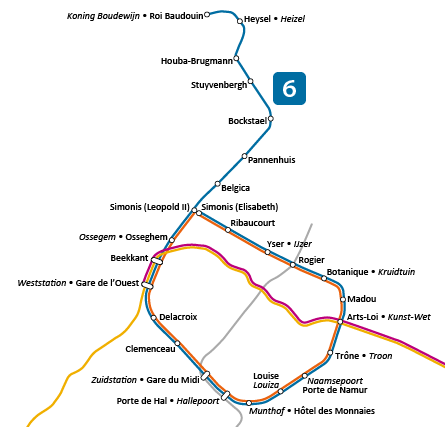
Plan de la ligne 6 avec la liste des stations desservies.

|  |   |   | Stations           | Communes desservies             | Correspondances                                                                       |
|  | - | - | ------------------ | ------------------------------- | ------------------------------------------------------------------------------------- |
|  | ● |   | Roi Baudouin       | Bruxelles (Laeken)              | (T) · (9) · (B) · (83) · (N18)                                                        |
|  | ○ |   | Heysel             | Bruxelles (Laeken)              | (T) · (7) · (62) · (B) · (83) · (N18)                                                 |
|  | ○ |   | Houba-Brugmann     | Bruxelles (Laeken)              | (B) · (N18)                                                                           |
|  | ○ |   | Stuyvenbergh       | Bruxelles (Laeken)              | (T) · (19) · (62) · (B) · (N18)                                                       |
|  | ○ |   | Bockstael          | Bruxelles (Laeken)              | (T) · (62) · (93) · (B) · (53) · (86) · (88) · (N18)                                  |
|  | ○ |   | Pannenhuis         | Bruxelles (Laeken)              | (B) · (46)                                                                            |
|  | ○ |   | Belgica            | Jette/Molenbeek                 | (T) · (51) · (B) · (14)                                                               |
|  | ○ | ● | Simonis            | Koekelberg                      | (M) · (2) · (6) · (T) · (9) · (19) · (B) · (13) · (49) · (87) · (N16)                 |
|  | ○ | ○ | Osseghem           | Molenbeek                       | (B) · (20) · (N16)                                                                    |
|  | ○ | ○ | Beekkant           | Molenbeek                       | (M) · (1) · (5) · (B) · (87)                                                          |
|  | ○ | ○ | Gare de l'Ouest    | Molenbeek                       | (M) · (1) · (5) · (T) · (82) · (B) · (86)                                             |
|  | ○ | ○ | Delacroix          | Anderlecht                      | (B) · (89)                                                                            |
|  | ○ | ○ | Clemenceau         | Anderlecht                      | (B) · (46) · (N13)                                                                    |
|  | ○ | ○ | Gare du Midi       | Saint-Gilles                    | (T) · (4) · (10) · (51) · (81) · (82) · (B) · (48) · (49) · (50) · (73) · (78)        |
|  | ○ | ○ | Porte de Hal       | Bruxelles/Saint-Gilles          | (T) · (4) · (10) · (B) · (48) · (52) · (N12)                                          |
|  | ○ | ○ | Hôtel des Monnaies | Bruxelles/Saint-Gilles          |                                                                                       |
|  | ○ | ○ | Louise             | Bruxelles/Saint-Gilles          | (T) · (8) · (92) · (93) · (97) · (B) · (33) · (N06) · (N08) · (N09) · (N10) · (N11)   |
|  | ○ | ○ | Porte de Namur     | Bruxelles/Ixelles               | (B) · (33) · (34) · (54) · (64) · (71) · (80) · (N06) · (N08) · (N09) · (N10) · (N11) |
|  | ○ | ○ | Trône              | Bruxelles                       | (B) · (12) · (34) · (38) · (54) · (64) · (71) · (80) · (95)                           |
|  | ○ | ○ | Arts-Loi           | Bruxelles                       | (M) · (1) · (5)                                                                       |
|  | ○ | ○ | Madou              | Bruxelles/Saint-Josse-ten-Noode | (B) · (29) · (63) · (65) · (66) · (N05)                                               |
|  | ○ | ○ | Botanique          | Saint-Josse-ten-Noode           | (T) · (92) · (93) · (B) · (61) · (N04)                                                |
|  | ○ | ○ | Rogier             | Bruxelles/Saint-Josse-ten-Noode | (T) · (4) · (10) · (25) · (55) · (B) · (58) · (61) · (88) · (N18)                     |
|  | ○ | ○ | Yser               | Bruxelles                       | (T) · (51) · (B) · (46) · (N18)                                                       |
|  | ○ | ○ | Ribaucourt         | Molenbeek                       | (T) · (51) · (B) · (20) · (86)                                                        |
|  | ● | ● | Elisabeth          | Koekelberg                      | (M) · (2) · (6) · (T) · (9) · (19) · (B) · (13) · (49) · (87) · (N16)                 |

## Exploitation de la ligne

### Fréquence
La ligne est exploitée avec les intervalles suivants :
- Du lundi au vendredi : 6 minutes en heures de pointe, 7 minutes 30 en heures creuses, 10 minutes en soirée.
- Du lundi au vendredi pendant les vacances scolaires hors juillet-août : 7 minutes 30 en heures de pointe, 8 minutes en heures creuses, 10 minutes en soirée.
- Le samedi : 10 minutes le matin, 7 minutes 30 l’après-midi, 10 minutes en soirée.
- Le dimanche : 10 minutes le matin, et 7 minutes 30 de 10h00 à 15h00, fin d'après-midi et en soirée toutes les 10 minutes.

### Matériel roulant
En heures de pointe, 23 rames de 5 voitures sont en circulation sur les lignes 2 et 6. Il s'agit de matériel roulant des séries M1 à M5, construit par les usines de la BN et par ACEC ou Bombardier et Alstom (BN et ACEC sont aujourd'hui des entités qui n'existent plus en tant qu'entreprises indépendantes; ces deux firmes belges ont été intégrées dans les groupes Bombardier et Alstom au tournant des années '90). Les trains sont assemblés dans les remises du métro de Bruxelles en accouplant des unités de traction autonomes de 2 et 3 voitures. Les unités de traction sont interchangeables entre les différentes séries. Si les premières unités (séries M1 et M2) ont été mises en service en 1976, elles ont toutes fait l'objet de travaux de modernisation importants au niveau technique. Les unités de traction les plus récentes, qui forment la série M5, ont été mises en service en 1999-2000. Exceptionnellement, un train M6 (boa) peut être aperçu sur les lignes 2-6. Il s'agit alors d'un service assuré par un train qui pour une raison technique a été injecté sur les lignes de la petite ceinture pour être transféré en fin de service vers le dépôt Delta.

### Tarification et financement
La tarification de la ligne est identique à celles des autres lignes (hors cas de la desserte de l'aéropport) exploitées par la STIB et dépend soit des titres Brupass et Brupass XL permettant l'accès aux réseaux STIB, TEC, De Lijn et SNCB soit des titres propres à la STIB valables uniquement sur ses lignes.
Le financement du fonctionnement de la ligne, entretien, matériel et charges de personnel, est assuré par la STIB.